# Unser neues Zuhause
Unser neues Zuhause ist eine deutschsprachige Doku-Soap des Fernsehsenders RTL und ist von 2006 bis 2009 mit neuen Folgen ausgestrahlt worden. Inka Bause vermittelte Wohnungen und Häuser an Wohnungssuchende.

## Konzept
RTL begleitet Familien, welche ein neues Zuhause in Deutschland oder auch im Ausland suchen. Die Moderatorin Inka Bause sowie ein in jeder Sendung wechselnder Immobilienmakler helfen der Familie dabei. Bause präsentiert in jeder Folge einer Familie drei Wohnhäuser. Am Ende der Sendung entscheiden sie sich dann, welches dieser Häuser ihr neues Zuhause werden soll.

## Ausstrahlung
Unser neues Zuhause wurde ab dem 18. Januar 2006 auf RTL zur Primetime gesendet. Zuvor lief auf diesem Sendeplatz Einsatz in vier Wänden.
Eine Auflistung gemessener Einschaltquoten und Marktanteile veranschaulicht folgende Tabelle:
| Datum           | Zuschauer | Zuschauer       | Marktanteil | Marktanteil     | Quellen |
| Datum           | Gesamt    | 14 bis 49 Jahre | Marktanteil | Marktanteil     | Quellen |
| Datum           | Gesamt    | 14 bis 49 Jahre | Gesamt      | 14 bis 49 Jahre | Quellen |
| --------------- | --------- | --------------- | ----------- | --------------- | ------- |
| 18. Januar 2006 | 3,67 Mio. | 2,58 Mio.       | 11,6 %      | 19,0 %          | [ 1 ]   |
| 22. März 2006   | 2,37 Mio. | –               | 6,8 %       | 8,7 %           | [ 2 ]   |
| 13. Juni 2007   | 3,45 Mio. | –               | –           | 17,5 %          | [ 3 ]   |
| 27. Juni 2007   | 3,47 Mio. | 2,04 Mio.       | 11,9 %      | 17,0 %          | [ 4 ]   |
| 18. Juli 2007   | 2,70 Mio. | –               | 10,6 %      | 13,9 %          | [ 5 ]   |

Am 27. Juni 2007 wurde eine Episode mit Mark Medlock, dem Sieger der vierten Staffel Deutschland sucht den Superstar, ausgestrahlt.
Die Folgen wurden von 2006 bis 2009 auf RTL gezeigt und 2014 in Super RTL wiederholt. Außerdem wurde die Sendung auf den TV-Sendern RTLplus und RTL Living ausgestrahlt.